# Елброн-Дирн
Елброн-Дирн (њем. Ölbronn-Dürrn) општина је у њемачкој савезној држави Баден-Виртемберг. Једно је од 28 општинских средишта округа Енцкрајс. Према процјени из 2010. у општини је живјело 3.493 становника. Посједује регионалну шифру (AGS) 8236075.

## Географски и демографски подаци
Елброн-Дирн се налази у савезној држави Баден-Виртемберг у округу Енцкрајс. Општина се налази на надморској висини од 291 метра. Површина општине износи 15,6 km². У самом мјесту је, према процјени из 2010. године, живјело 3.493 становника. Просјечна густина становништва износи 223 становника/km².